# Sandra Vidal
Sandra Vidal, née le 17 septembre 1966 à Buenos Aires, est une actrice argentine.

## Filmographie
- 1999 - 2000 : Ángeles
- 2002 : Un seul deviendra invincible
- 2002 : Point d'impact
- 2003 : White Rush
- 2001 - 2004 : Amour, gloire et beauté
- 2006 : A-List
- 2006 : Les experts: Manhattan
- 2008 : The Violent Kind